# Пайн, Роберт
Роберт Пайн (родился 10 июля 1941) — американский актёр, который известен прежде всего благодаря сержанта Джозефа Гетрара в сериале канала NBC «Калифорнийский дорожный патруль» (1977—1983).
Сын Роберта — актёр Крис Пайн. Также у них с актрисой Гвин Гилфорд есть дочь Кэти.